# Пангрч Грм
Пангрч Грм (словен. Pangrč Grm) — поселення в общині Ново Место, регіон Південно-Східна Словенія, Словенія.